# 呂僧珍
呂僧珍（りょ そうちん、454年 - 511年）は、南朝宋から梁にかけての官僚・軍人。字は元瑜。本貫は東平郡范県。

## 経歴
寒門の生まれで、代々広陵に居住した。20代のころ、宋の丹陽尹の劉秉に仕え、劉秉が殺された後は、蕭順之に仕えて門下書佐をつとめた。身長は7尺5寸あり、容貌魁偉で、同輩と馴れ合うことが少なく、尊敬を集めた。
建元4年（482年）、蕭順之が斉の豫州刺史となると、僧珍はその下で典籤となり、蒙県令を兼ねた。永明3年（485年）、蕭順之が領軍将軍となると、僧珍は領軍主簿をつとめた。永明4年（486年）、唐寓之の反乱軍が東陽郡を攻撃すると、蕭順之が兵を率いて反乱軍を討った。僧珍はこれに従軍して知行軍衆局事をつとめた。蕭順之が丹陽尹となると、僧珍は郡督郵となるよう命じられた。永明8年（490年）、隨郡王蕭子隆が荊州刺史となると、僧珍はその下で防閤となり、江陵に赴任した。永明11年（493年）、雍州刺史の王奐が反乱を起こすと、僧珍は平北将軍曹虎の下で典籤となり、新城県令を兼ねた。
建武2年（495年）、北魏が5道に分かれて南侵し、劉昶が義陽を攻撃したため、蕭順之の子の蕭衍が義陽の救援に向かった。僧珍は蕭衍の下で従軍した。蕭衍の兄の蕭懿はこのとき梁州刺史であったが、魏軍の包囲のために情報が遮断されていた。蕭衍が梁州の情報を知るために襄陽に向かう使者を求めたところ、僧珍が強く志願して、その日のうちに小舟で出立した。僧珍は襄陽に到着すると、援軍の派遣を監督し、かつ蕭懿の手紙を入手して、義陽の蕭衍のもとに戻った。情勢が落ち着くと、僧珍は羽林監に任じられて建康に帰った。
永泰元年（498年）、東昏侯が即位すると、司空の徐孝嗣が僧珍に事務を任せようと招いたが、僧珍はその政権が長くないと予見して応じなかった。ときに蕭衍が雍州刺史となっていたことから、僧珍は西方の任を強く希望し、邔県令の任を得た。襄陽に到着すると、蕭衍により中兵参軍の任を命じられ、蕭衍の腹心となった。蕭衍は勇猛な人物を1万人ほど集め、城西の空地に数千軒の家屋を建てて住まわせた。また多くの木や竹を切り出して檀渓に沈めておいた。さらには茅を山のように積んで、利用されないようにした。僧珍は蕭衍の意図を察して、ひそかに艪数百張を準備していた。永元2年（500年）、蕭衍が東征の軍を起こすに当たって、夜間に僧珍と張弘策を呼んで協議した。翌朝に兵士を動員すると、檀渓に沈めておいた木や竹を取り出し、艛艦を仕立て、これを茅葺きにした。軍の出立にあたって、諸将は艪を争ったが、僧珍が先だって準備していた艪を船ごとに2張取り付けると、争いは止んだ。
蕭衍は僧珍を輔国将軍・歩兵校尉として、寝室への出入りも許した。東征軍が郢城に達すると、僧珍は部下を率いて偃月塁に駐屯した。まもなく騎城に進軍した。郢州が平定されると、僧珍は蕭衍により前鋒大将軍の号に進められた。東征軍が江寧に達すると、僧珍は蕭衍の命を受け王茂とともに精兵を率いて赤鼻邏に登った。その日、東昏侯の将の李居士が兵を率いてやってきたため、僧珍らはこれを迎え撃って破った。そのまま王茂とともに白板橋に進軍して城塁を築いた。城塁が完成すると、王茂は越城に移駐したが、僧珍はなおも白板を守っていた。李居士が白板を偵察して僧珍の兵が少ないのを知ると、精鋭1万人を率いてやってきた。僧珍は兵を分け、自ら300人を率いて李居士の軍の後方に回り込み、城中と呼応して攻め立てると、李居士は兵器を棄てて敗走した。僧珍はさらに越城に軍を進めて王茂と合流した。東昏侯の大将の王珍国が車を並べて宿営し、淮水を背に布陣していた。王茂が兵を率いて王珍国を攻撃し、僧珍が車に火をかけて敵営を焼くと、その日のうちに王珍国の軍は瓦解した。建康城が平定されると、僧珍は蕭衍の命を受けて真っ先に清宮に入り、張弘策とともに府庫を封じた。その日のうちに本官のまま南彭城郡太守を兼ね、給事黄門侍郎に転じ、虎賁中郎将を兼ねた。
天監元年（502年）、梁が建国されると、僧珍は冠軍将軍・前軍司馬となり、平固県侯に封じられた。まもなく給事中・右衛将軍に転じた。ほどなく左衛将軍となり、散騎常侍の位を加えられ、秘書省に入り、宿衛をつかさどった。天監4年（505年）冬、梁が北伐の軍を起こすと、軍に関わる事務が多くなったため、僧珍は昼に中書省に勤務し、夜は秘書省に帰って宿衛する生活を送った。天監5年（506年）夏、僧珍は武帝（蕭衍）の命により羽林軍の精鋭を率いて梁城に進出した。この年の冬に軍を返すと、本官のまま太子中庶子を兼ねた。
天監6年（507年）、使持節・平北将軍・南兗州刺史に任じられた。天監7年（508年）、建康に召還されて、領軍将軍となった。ほどなく散騎常侍の位を加えられ、再び秘書省に宿直するようになった。天監10年（511年）、病に倒れ、領軍府舎で死去した。享年は58。驃騎将軍・開府儀同三司の位を追贈された。諡は忠敬侯といった。
長子の呂峻が早逝していたため、呂峻の子の呂淡が後を嗣いだ。

## 伝記資料
- 『梁書』巻11 列伝第5
- 『南史』巻56 列伝第46